# Mont Gardy
Mont Gardy är en bergstopp i Schweiz. Den ligger i distriktet Monthey och kantonen Valais, i den sydvästra delen av landet, 80 km sydväst om huvudstaden Bern. Toppen på Mont Gardy är 2 201 meter över havet.